# Kornijiwka (obwód kijowski)
Kornijiwka (ukr. Корніївка) – wieś na Ukrainie, w  obwodzie kijowskim, w rejonie browarskim, w hromadzie Barysziwka. W 2001 liczyła 1137 mieszkańców, spośród których 1128 wskazało jako ojczysty język ukraiński, a 9 rosyjski.